# Bacchus (opéra)
Pour les articles homonymes, voir Bacchus (homonymie).
Bacchus est un opéra en quatre actes de Jules Massenet sur un livret en français de Catulle Mendès. Cet opéra est créé au Palais Garnier à Paris le 26 novembre 1902, puis repris le 5 mai 1909.
L'histoire se base sur les aventures mythologiques de Bacchus et d'Ariane. Les dieux, dont le demi-dieu Bacchus, apparaissent sous forme humaine en Inde pour tenter de persuader les habitants de se détourner du bouddhisme. Ariane les suit, persuadée que Bacchus est en fait l'objet de son amour non partagé, Thésée. À la fin, Ariane se sacrifie pour sauver l'humanité, et Bacchus devient ainsi un dieu. Les Décors sont d’Amable et Henri Cioccari (A. I ; III, t. 1), Rochette et Landrin (A. II, IV), Georges Mouveau et Demoget (A. III, t. 2).
Costumes de Joseph Pinchon.
Bien que cela ne soit pas une suite, car Ariane meurt dans les deux pièces, Bacchus est associé à l'opéra Ariane, plus ancien, de Massenet. Des vingt-cinq opéras de Massenet, Bacchus est probablement le moins connu, car il n'y a eu aucune représentation et aucun enregistrement récent de cet opéra.
La page de ballet figurant au troisième acte a néanmoins été enregistrée récemment par la firme Naxos, sous la direction du flûtiste et chef d'orchestre Patrick Gallois.

## Personnages

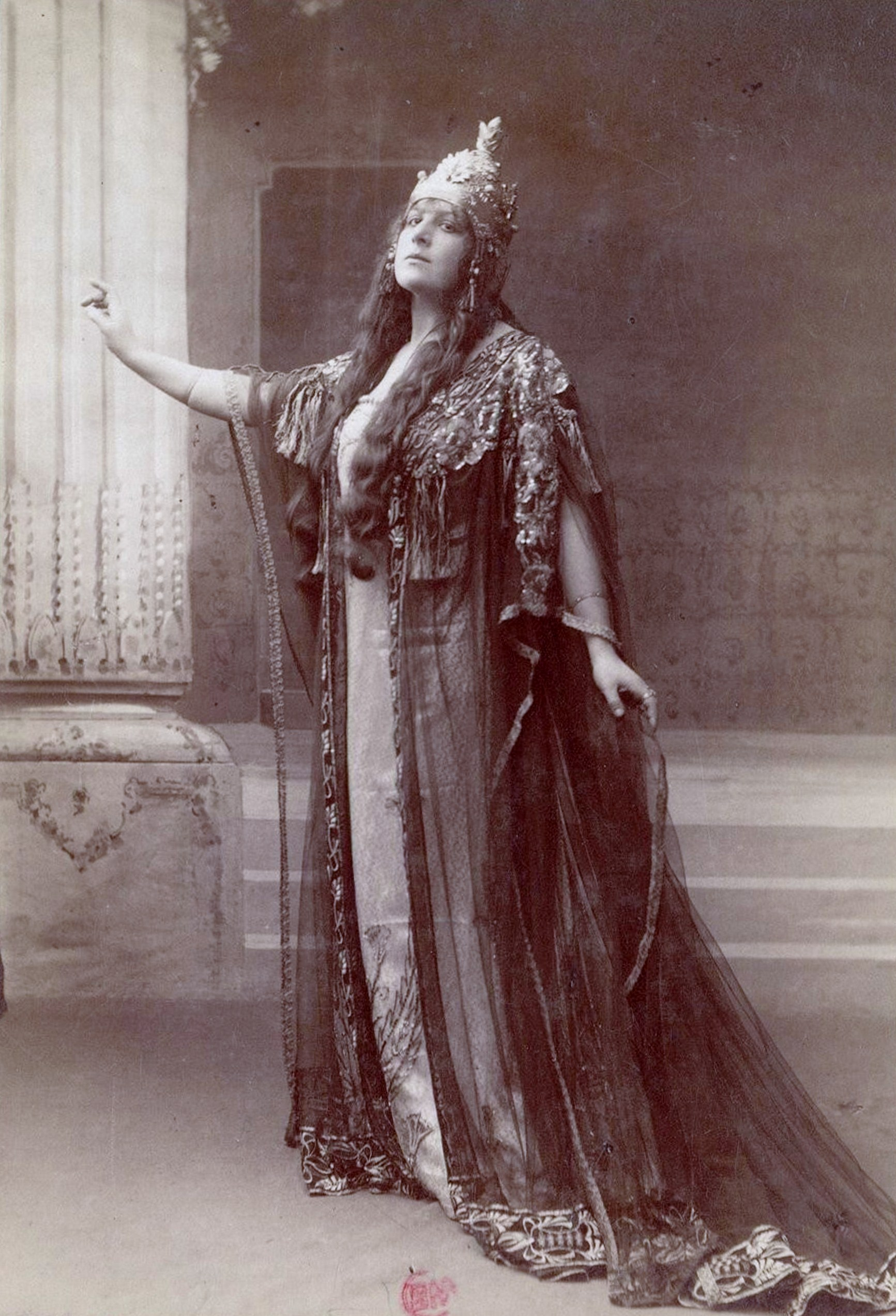
Lucy Arbell dans le rôle de la Reine Amahelli au Théâtre de l'Opéra (Palais Garnier), lors de la création de Bacchus en 1909. Photographie de Paul Nadar.

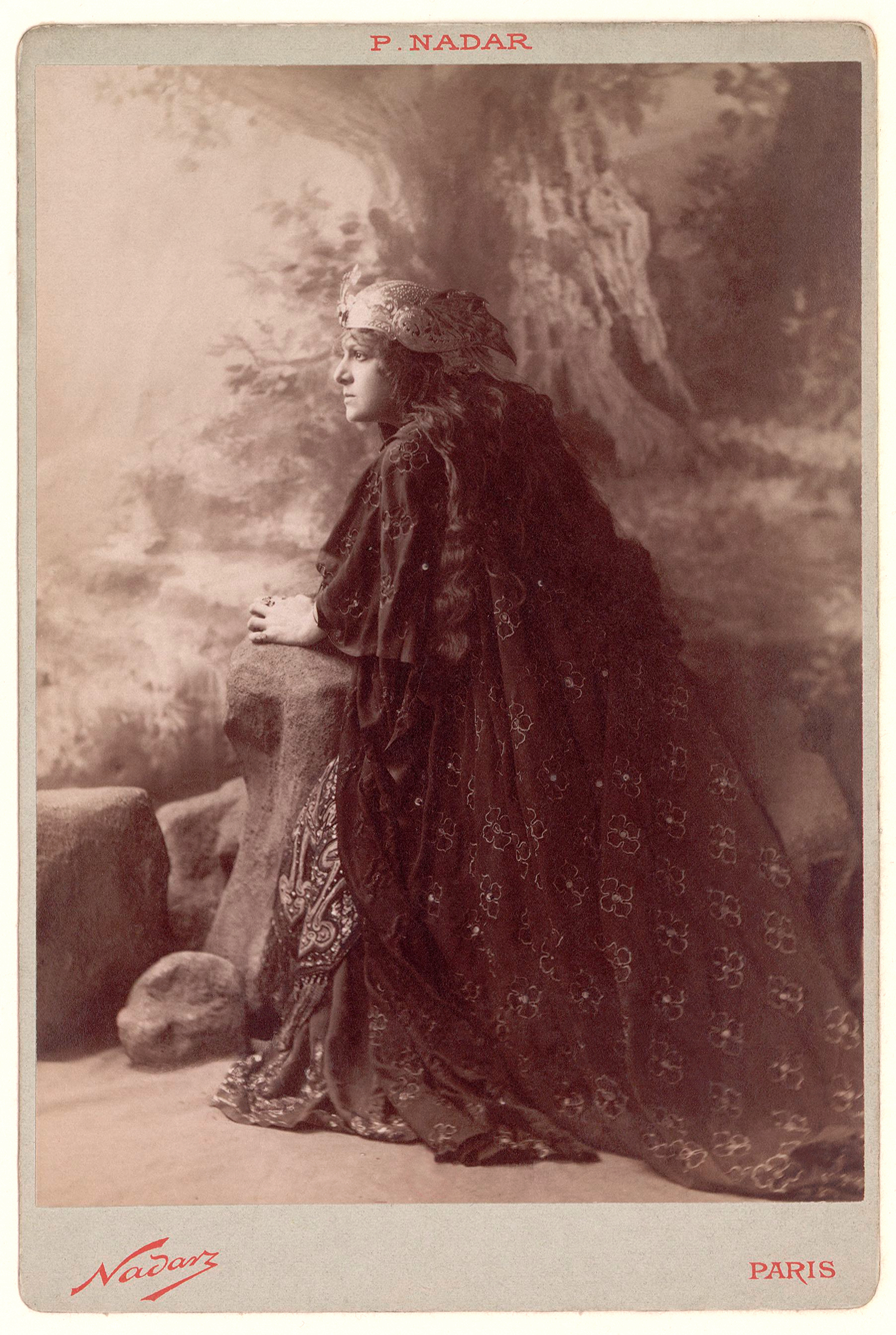
Lucy Arbell dans le même rôle, une autre photo de Nadar, vers 1909.

| Rôle | Voix          | Création chef d'orchestre : Henri Rabaud |
| --- | ------------- | ---------------------------------------- |
| Bacchus | ténor         | Lucien Pierre Muratore                   |
| Ariane | soprano       | Lucienne Bréval                          |
| Reine Amahelli                                                                                                   | mezzo-soprano | Lucy Arbell                              |
| Révérend Ramavacon                                                                                               | basse         | André Gresse                             |
| Kéléyi | soprano       | Antoinette Laute-Brun                    |
| Silène | baryton       | Marcelin Duclos                          |
| Mahouda | baryton       | Triadou                                  |
| Pourna | ténor         | Nansen                                   |
| Ananda | baryton       | Cerdan                                   |
| Manthra, un mime                                                                                                 | muet          | Blanche Kerval                           |
| Clotho | parlé         | Brille                                   |
| Perséphone | parlé         | Renée Parny                              |
| Andéros | parlé         | de Max                                   |
| Chœur : Suivants de Perséphone, nonnes, moines, guerries, prêtres, Bassarides, faunes, vacchantes, voix divines. |               |                                          |